# Oistins
Oistins es una ciudad de la parroquia de Christ Church en la costa sur Barbados.
Es famosa por su Oistings Fish Festival o "Festival del pescado" que se celebra en honor de aquellos que contribuyen a la industria de la pesca local. Se celebra en abril e incluye competiciones de limpiar pescado, carreras de botes de pesca, degustaciones y exposiciones de arte y artesanía.